# 傅金
傅金（1443年—？），字汝礪，廣西南丹衛官籍浙江鄞縣人。明朝政治人物。進士出身。

## 生平
廣西鄉試第三十九名。成化八年（1472年）壬辰科會試第七十五名，殿試登進士第三甲第八十一名。十年任廣東南海县知县。

## 家族
曾祖父傅一民。祖父傅雍。父亲傅牧之，曾任南丹衛千戶。